# Bataille de Romagné
Chouannerie
Batailles
La bataille de Romagné a lieu le 11 janvier 1796 lors de la Chouannerie. Elle s'achève par la victoire des républicains qui repoussent une attaque contre un convoi.

## Prélude
Lors de l'hiver 1795-1796, la ville de Fougères, encerclée par les chouans, se retrouve à court de subsistances. Elle manque alors de vivres, de bois de chauffage et de souliers pour les troupes de sa garnison. Le 9 janvier 1796, à Rennes le général Gabriel de Hédouville, commandant de l'Armée des côtes de Brest, écrit au général Lazare Hoche, commandant en chef de l'Armée de l'Ouest, que seulement 2 400 hommes sont répandus dans les districts de Vitré, La Guerche, Fougères et Châteaubriant, où « les cantonnements sont bloqués sans pouvoir communiquer entre eux »,,.
Début janvier 1796, un convoi républicain sort de Rennes et se porte en direction de Fougères. Aimé Picquet du Boisguy, chef de l'Armée royale de Rennes et de Fougères, est alors malade, mais il charge son second, Auguste Hay de Bonteville, de réunir ses troupes et d'attaquer le convoi,,. Celui-ci fixe le lieu du rassemblement au village de la Chène, entre Saint-Jean-sur-Couesnon et Romagné,,.
Dans ses mémoires, l'officier royaliste Toussaint du Breil de Pontbriand place la date du combat vers fin février 1796,, mais le rapport républicain indique qu'il se déroule en réalité le 11 janvier 1796,,.

## Forces en présence
Selon le rapport au département de Le Beschu, commissaire provisoire du directoire exécutif, l'escorte est forte de 600 hommes, plus tard renforcée par un détachement de 400 hommes de la garnison de Fougères,,. Les chouans sont quant à eux estimés entre 2 500 et 3 000,,.
Dans ses mémoires, l'officier royaliste Toussaint du Breil de Pontbriand ne précise pas le nombre total des combattants, mais il indique que les trois colonnes de la division de Fougères sont réunies pour ce combat,,. René Augustin de Chalus est à la tête de la colonne Brutale, Michel Larchers-Louvières de la colonne Centre et Louis-François Dauguet, des Normands de la colonne de Saint-James,,. En l'absence d'Aimé Picquet du Boisguy, malade, Auguste Hay de Bonteville prend le commandement de la division,,. Du côté des républicains, Pontriand porte à 1 800 le nombre des hommes de l'escorte, mais il ne donne pas d'estimation pour les renforts,,. Selon lui, les patriotes sont commandés par un officier nommé Déruan,,.
Un autre officier chouan, Marie Eugène Charles Tuffin de La Rouërie, semble également évoquer ce combat dans un mémoire qu'il rédige en Grande-Bretagne au début de l'année 1796. Il y fait alors mention d'un convoi de 700 républicains secourus par une colonne d'un millier d'hommes.

## Déroulement
Le colonnes royalistes se réunissent à la Chène, entre les bourgs de Saint-Jean-sur-Couesnon et de Romagné, sur la route de Rennes à Fougères,,. Cependant les chouans prennent du retard dans leur marche et manquent de peu le passage du convoi,,. Bonteville se lance alors à sa poursuite, mais ses trois colonnes attaquent de manière désordonnée, sans pouvoir se coordonner,,. Les républicains parviennent à gagner le bourg de Romagné, où ils arrêtent leur marche pour se retrancher,,.
Les chouans lancent alors l'assaut sur le bourg par deux côtés,,. Selon Pontbriand, Bonteville pénètre « deux fois jusqu'aux dernières voitures du convoi », tandis que sur la droite les Normands avancent dans les jardins du bourg,,. Cependant, les républicains, galvanisés par leur commandant, Deruan, contiennent les assauts,,. Pendant une heure et demie, les chouans et les républicains s'affrontent dans de longues fusillades, mais les combattants des deux camps restent embusqués et subissent peu de pertes,,.
Le bruit des combats porte jusqu'à Fougères, à seulement cinq kilomètres de Romagné,,. Le général Gabriel-Venance Rey fait alors sortir une colonne de 400 hommes de la garnison et de la garde nationale de Fougères qui viennent au secours des hommes de Déruan,,. Dans son rapport Le Beschu affirme que sans son arrivée, « c'en était fait du convoi »,,.
Les républicains reprennent alors courage et contre-attaquent, tandis que sur leurs arrières les voitures du convoi reprennent leur route en direction de Fougères,,. L'issue du combat diverge alors selon les sources. Selon Lebeschu, les chouans sont « mis en pleine déroute », tandis que d'après Pontbriand, les républicains se replient « en très bon ordre » sur Fougères et ne sont suivis par les royalistes que sur un quart de lieue,,,. Cependant, Bonteville constate que la prise du convoi est manquée et que ses troupes ont gaspillé beaucoup de munitions,,. Les chouans battent alors en retraite en emportant leurs morts et leurs blessés,,.

## Pertes
Selon le rapport de l'administrateur patriote Lebeschu, les pertes républicaines sont d'un officier tué et de treize hommes blessés, dont trois dangereusement, tandis que les pertes des chouans sont estimées à au moins 100 morts et beaucoup de blessés,,.
Dans ses mémoires, l'officier royaliste Toussaint du Breil de Pontbriand affirme que les pertes des chouans ne sont cependant que de huit hommes tués et de 20 à 30 blessés, tandis que celles des républicains sont de 60 hommes,,. De son côté, Marie Eugène Charles Tuffin de La Rouërie conclut dans son mémoire que les républicains ne perdent que 25 hommes.